# Kutianka (obwód rówieński)
Kutianka (ukr. Кутянка) – wieś na Ukrainie, w obwodzie rówieńskim, w rejonie rówieńskim, w hromadzie Ostróg. W 2001 liczyła 480 mieszkańców.
Do 2020 roku w rejonie ostrogskim.
W okresie międzywojennym wieś nosząca wówczas nazwę Lachów znajdowała się w granicach II RP, wchodząc w skład gminy Nowomalin w powiecie zdołbunowskim, w województwie wołyńskim.